# Jožef Krajnc
Jožef Krajnc (tudi Josef Krainz, Josef Krainc), slovenski pravnik, * 17. februar 1821, Škale pri Velenju, † 22. februar, 1875, Praga.

## Življenjepis
Oče mu je bil premožen kmet Jožef Krajnc st. Krajnec se je do 12. leta šolal v domačem kraju, 1832 je prestopil v 3. normalni razred v Celju; kjer je tudi dokončal  gimnazijo. Leta 1841 se je vpisal na pravno fakulteto v Gradcu, kjer je veliko privatno poučeval in si že 1842 pridobil doktorat filozofije. Jeseni istega leta je prevzel službo vzgojitelja v rodbini pl. Kodolitschevih. Zato se je učil prava le privatno, bivajoč menjaje se v Gradcu in v Radgoni. Ko je 1845 končal pravne študije, je stopil v službo pri magistratu v Radgoni, po preselitvi Kodolitschevih v Gradec pa pri tamkajšnem magistratu.
Leta 1847 je naredil praktični izpit za kazenskega sodnika pri apelacijskem sodišču v Celovcu in bil v slovengraškem volilnem okrožju izvoljen za poslanca v avstrijski državni zbor. Kot član ustavnega odbora se je zavzemal za združitev slovenske Štajerske (ne pa tudi Koroške) s Kranjsko. Leta 1849 je postal doktor prava in bil do 1853 docent civilnega prava v Gradcu. Zaradi prejšnjega poslanskega dela je imel težave pri pridobitvi pravice do odvetništva, zato je odšel na Pravno akademijo v Sibiu v Transilvaniji za profesorja civilnega, trgovinskega in meničnega prava. Zadnja štiri leta pred smrtjo je bil profesor na Pravni fakulteti v Innsbrucku.

## Delo
Dokončal je prevod Občega državljanskega zakonika (prevod je začel Anton Mažgon, objavil pa 1853 Matej Cigale na Dunaju). Krajnc je zaslovel kot avtor prvega sistematičnega prikaza avstrijskega civilnega prava. Sistem je izšel po njegovi smrti. Tudi vse nove izdaje so veljale za standardni sistem tega prava tudi še po prvi svetovni vojni. Zakonik je temeljil na postavkah naravnopravne šole. Ta je bila v Kranjčevem času že zastarela, zato je Krajnc civilno pravo zakonika obravnaval zlasti po vodilu, da »zgodovinski način opazovanja daje bistveni vzvod za njegovo razumevanje«.
Krajnc je v obliki raznih zapisov in manuskripta zasnoval moderni sistem avstrijskega civilnega prava pri tem pa izpostavil temelj znanstvene in sistematične obdelave občega državljanskega zakonika. Po smrti je rokopis njegovega sistema priredil in objavil prijatelj in znanstveni sodelavec Leopold Pfaff, njegov sistem je ob objavi užil velik ugled in je nazadnje pomenil eno glavnih sredstev pri znanstveni in praktični obravnavi avstrijskega civilnega prava. Med kratko politično dejavnostjo je bil med 1848 in 1849 poslanec za slovenjgraški okraj v dunajskem državnem zboru, kjer je izstopal kot eden izmed najnaprednejših slovenskih poslancev. Najpomembnejše je bilo Krajnčevo zavzemanje za koncept Zedinjene Slovenije, pri čemer se je med drugim zavzemal tudi za enakopravnost slovenskega jezika z nemškemu v šolah in na sodiščih, zavzemal se je pa tudi za odpravo podložništva (do 1848 zakonsko dovoljeno v Avstrijski monarhiji). Čeravno mu je politično udejstvovanje prineslo slavo in občudovane, je kasneje bilo videno kot velika prepreka k napredovanju njegove akademske kariere. Med drugim mu je bilo zaradi političnih mahinacij onemogočena profesura na univerzi v Gradcu.